# Toyota Verso
Toyota Verso — компактвен, що виробляє концерн Toyota з 2009 року. 

## Опис

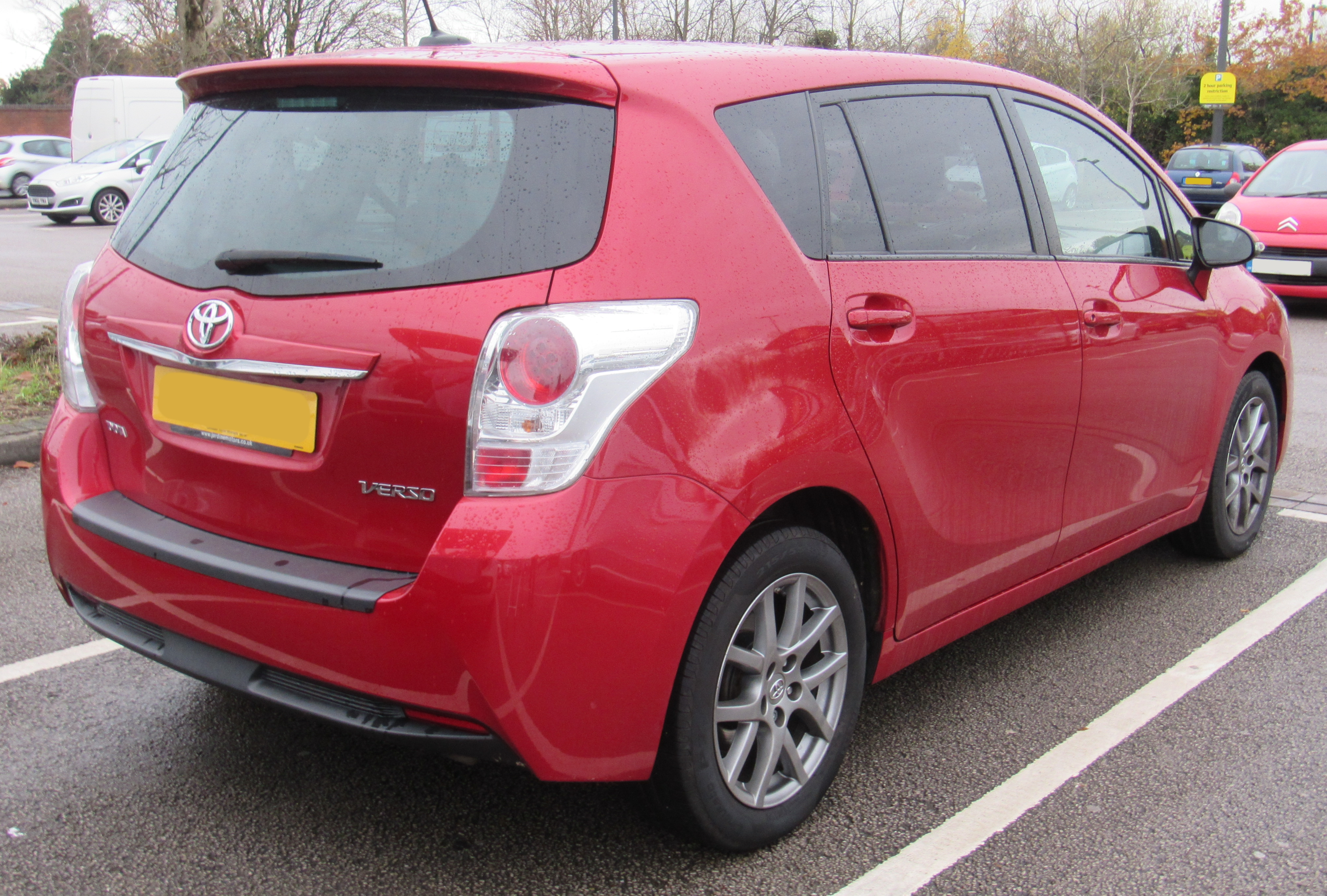
Toyota Verso (2012-2018)

Toyota Verso замінив Toyota Corolla Verso та Toyota Avensis Verso. Позбувшись приставки Corolla або Avensis, він став повноцінним представником марки. Автомобіль Verso вміщує від п’яти до семи пасажирів. Цей сімейний автомобіль пропонує надійність, практичність та економію. Конкурентами по класу є Mazda 5, Renault Grand Scénic і Ford C-MAX. 

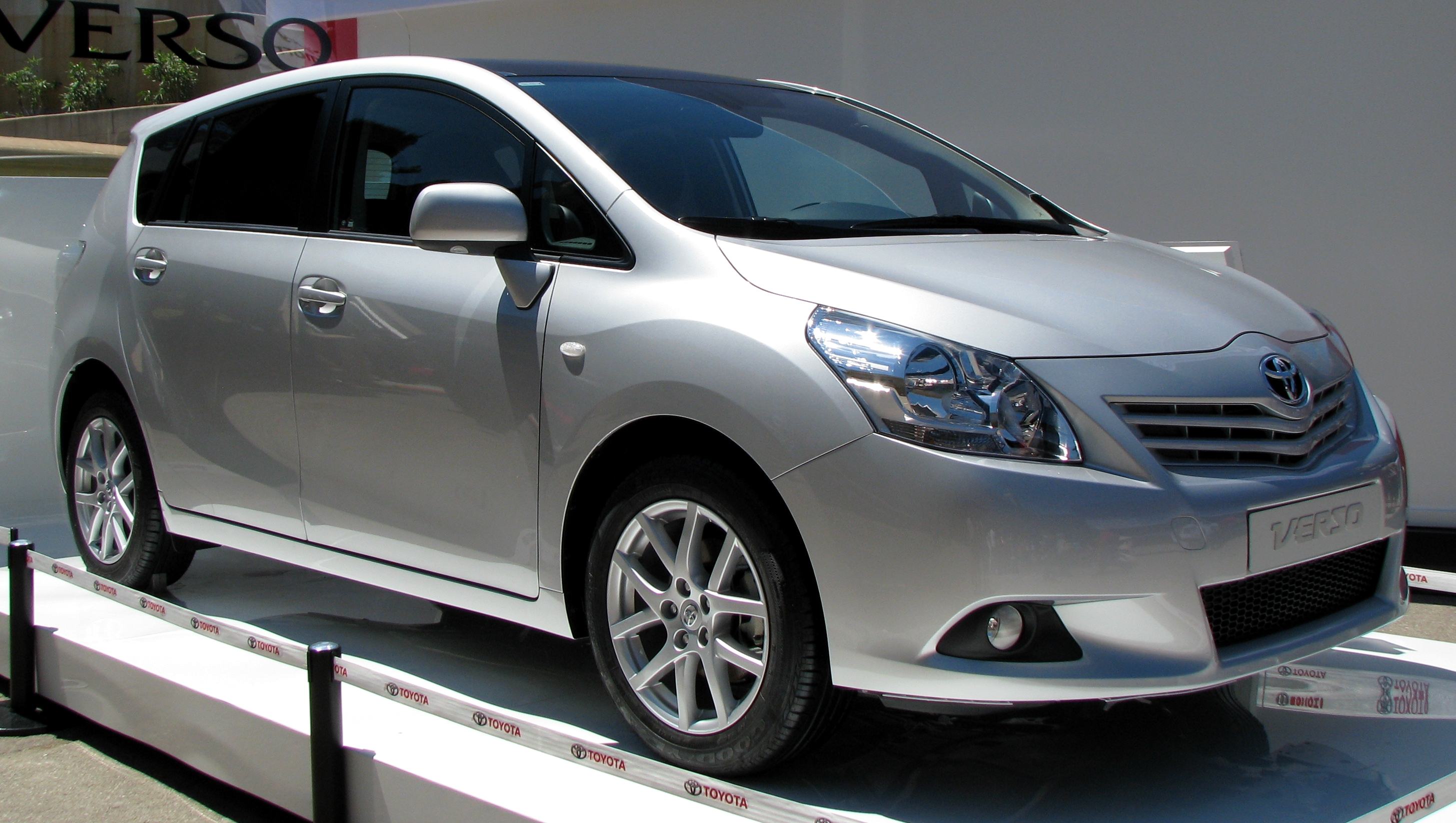
Toyota Verso (2009-2012)

Модельний ряд складається Toyota Verso з Active, Icon, Trend, Trend Plus і Excel. Базова модель постачається з системою кондиціонування повітря, дзеркалами заднього виду з підігрівом, радіо/CD-програвачем з чотирма динаміками та денними ходовими вогнями. Модель Icon пропонує: камеру заднього виду, двозонний клімат-контроль, круїз-контроль, функцію сполучення телефону через Bluetooth, DAB радіо, мультимедійну систему Touch2, складні столики для сидінь другого ряду та центральний сенсорний екран. Модель Trend додасть: систему супутникової навігації, 17-дюймові литі диски коліс та передні сенсори паркування. До базової комплектації моделі Trend Plus входить: система супутникової навігації та два DVD плеєра з бездротовими навушниками. Топова модель Excel оснащена: 17-дюймовими литими дисками коліс, світлодіодними денними ходовими вогнями, функцією відмикання дверей без ключа та тонованими задніми вікнами. Мінівен отримав: сім подушок безпеки, електронний контроль стабільності, протибуксувальну систему та ремені безпеки зі звуковим сигналом.

## Двигуни
Бензинові
- 1.6 л Valvematic 132 к.с. I4
- 1.8 л Valvematic 147 к.с. I4

Дизельні
- 1.6 л D-4D 112 к.с. I4
- 2.0 л D-4D 124 к.с. I4
- 2.0 л D-4D 126 к.с. I4
- 2.2 л D-4D 150 к.с. I4
- 2.2 л D-CAT 177 к.с. I4